# Église Saint-Hilaire de Béhoust
L'église Saint-Hilaire est une église catholique située dans la commune de Béhoust, dans le département des Yvelines, en France.

## Localisation
Elle est située entre le château et la mairie.

## Historique

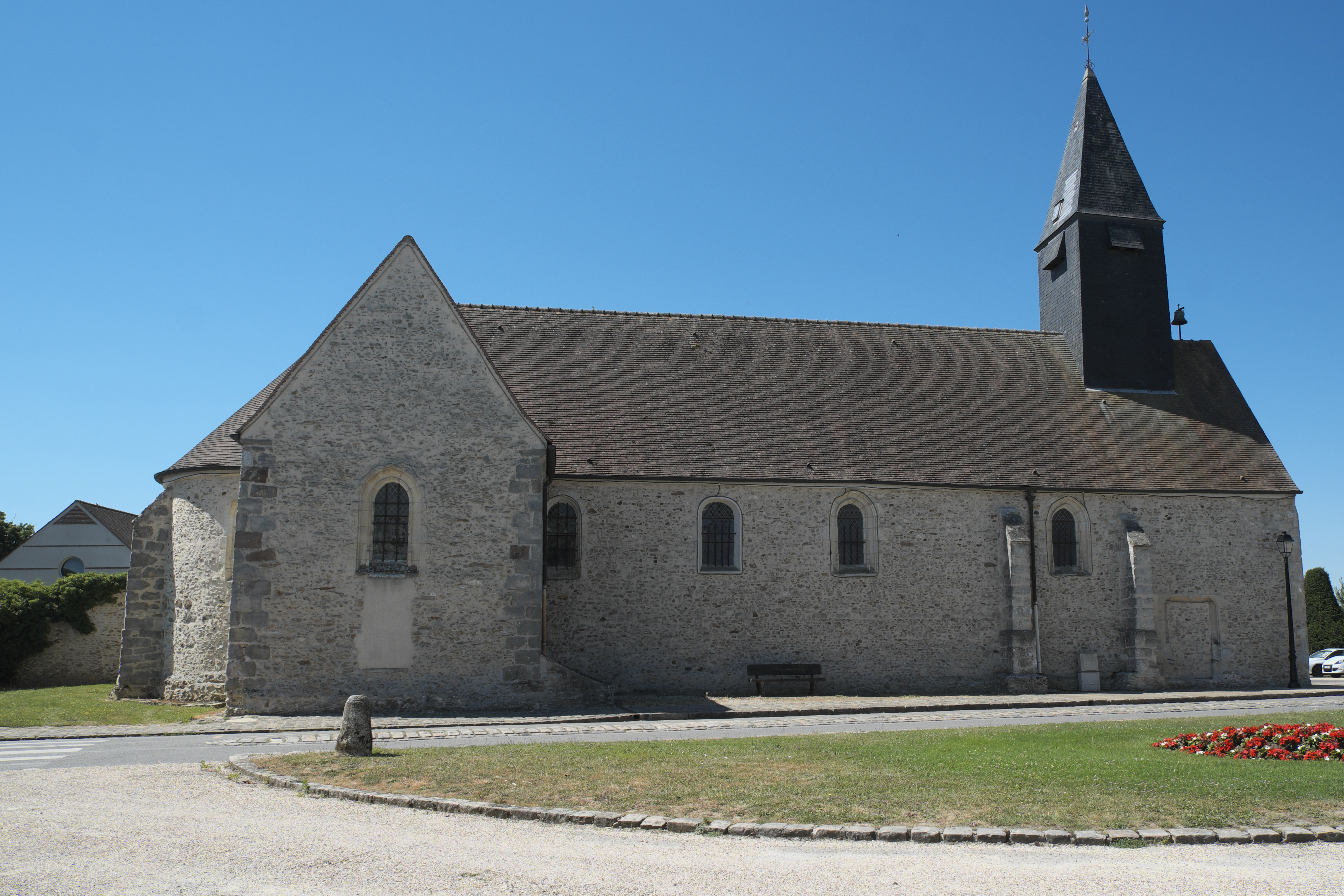
Béhoust, église Saint-Hilaire.

Cette église de style roman, autour de laquelle s'est formé le village, date du XIIe siècle sauf la chapelle latérale, du XVIe siècle.
L'autel et plusieurs vitraux sont classés.

## Description

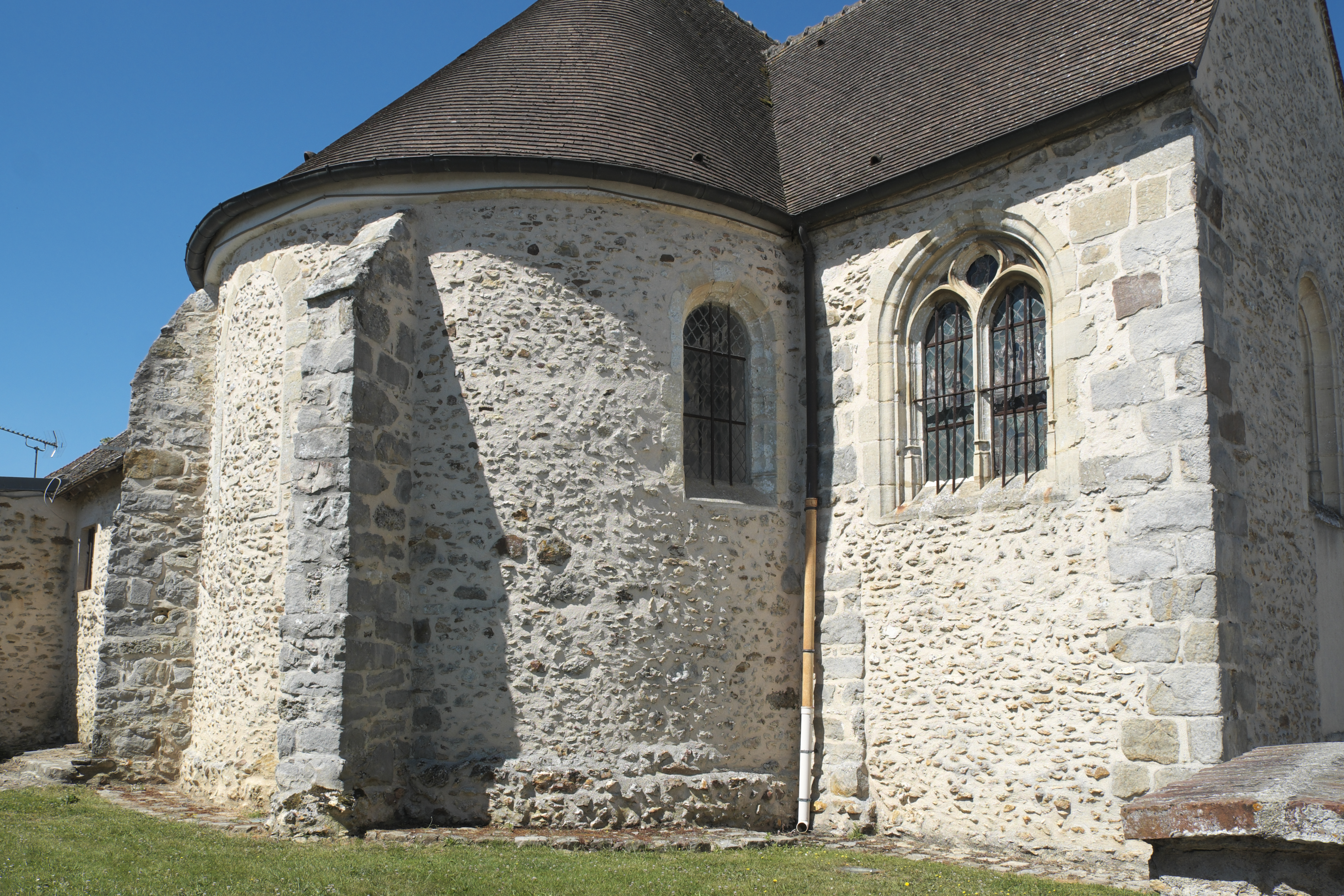
Béhoust, église Saint-Hilaire.

La façade est ornée d'une porte surmontée d'un arc surbaissé et d'une horloge. Le clocher est couronné par une flèche pyramidale.
Elle est couverte  d'un toit en carène, à deux pans.